# Kartofler (virksomhedsfilm)
 For alternative betydninger, se Kartofler (flertydig). (Se også artikler, som begynder med Kartofler)
Kartofler er en dansk virksomhedsfilm, der er produceret af Willy Rohde Filmproduktion Aps for FDB.

## Handling
Denne artikel mangler et handlingsreferat. Hjælp os med at skrive det.